# انجمن موسیقی ایران
انجمن موسیقی ایران یک انجمن و نهاد موسیقی در ایران است.

## پیشینه
در ۱۰ مهر ۱۳۶۴ پیش‌نویسی برای «انجمن موسیقی» با عنوان «انجمن هنری حفظ و اشاعه‌ی سرود و آهنگ‌های انقلابی» تهیه و با شماره‌ی ۲۹۶۱ به تصویب اداره‌ی کل ثبت شرکت‌ها رسید. هدف از بنیانگذاری انجمن در ماده‌ی (۱) اساسنامه به این شکل آمده است: «به منظور پخش و اعتلای سرود و آهنگ‌های انقلابی و تحکیم مبانی اصیل آن و ابداع و ابتکاراتی در جهت انقلاب از راه نوآوری در زمینه‌ی آهنگ و سرودهای انقلابی، انجمن مستقل و غیرانتفاعی و غیردولتی با شخصیتی حقوقی به‌نام «انجمن هنری حفظ و اشاعه‌ی سرود و آهنگ‌های انقلابی، با نظارت وزارت ارشاد اسلامی» تشکیل می‌شود.
«انجمن هنری حفظ و اشاعه‌ی سرود و آهنگ‌های انقلابی» در تاریخ شانزدهم مهرماه سال شصت‌وهشت بنا به تصویب هیئت مؤسس و درج در روزنامه‌ی رسمی به «انجمن موسیقی ایران» تغییر نام یافت. این انجمن تأسیس شد تا اولاً با بخش خصوصی در ارتباط بوده و مسئولیت ورود زیرساخت‌های موسیقی را برعهده گیرد و ثانیاً با تأسیس انجمن، مشکل قانونی دولت در تأمین حقوق و مزایا و نیز حمایت از بخش خصوصی مرتفع شود. براساس اساسنامه‌ی تهیه‌شده‌ی انجمن موسیقی ایران که در سال ۱۳۶۴ به ثبت رسید، هیأت مؤسس انجمن حفظ و اشاعه‌ی موسیقی کشور عبارت بودند از: معاون امور هنری (که در آن موقع آقای سیدکمال حاج‌سیدجوادی این مسئولیت را برعهده داشت)، جناب آقای داوود گنجه‌ای، جناب آقای لاهوتی و مرحوم کیومرث صابری فومنی (گل آقا).

## اعضای هیأت بنیانگذار
1. سیدکمال حاج سیدجوادی(معاون وقت امور هنری)
2. مهدی نعمت‌اللهی
3. رئیس مرکز سرود و آهنگ‌های انقلابی وزارت فرهنگ و ارشاد اسلامی
4. حشمت سنجری
5. داوود گنجه‌ای
6. محمدعلی شکوهی

با توجه به اینکه این انجمن پشتیبانی مرکز سرود و آهنگ‌های انقلابی را برعهده داشت، هیأت مؤسس پذیرفت که هیأت امنای متشکل از رئیس مرکز موسیقی به همراه افراد دیگری  با معرفی معاون امور هنری و به انتخاب وزیر تشکیل شود. در این ترکیب رئیس مرکز سرود و آهنگ‌های انقلابی به‌صورت طبیعی به‌عنوان مدیرعامل انجمن انتخاب می‌شد. تا سال ۱۳۶۹ مدیرعامل انجمن همان رئیس مرکز سرود و آهنگ‌های انقلابی بود. در این سال مقرر شد که یک نفر جداگانه به‌عنوان مدیرعامل انجمن منصوب شود که از این تاریخ به بعد دوره‌ی کاری جدید انجمن آغاز شد .

## فهرست مدیران
1. ایرج نعیمایی: از ۱۳۶۹ تا ۱۳۸۵
2. بابک رضایی: از ۱۳۸۵ تا ۱۳۹۰
3. علی ترابی: از ۱۳۹۰ تا ۱۳۹۵
4. بهرام جمالی: از ۱۳۹۵ تا ۱۳۹۷
5. علی ثابت نیا: از ۱۳۹۷ تا ۱۳۹۹
6. علی نیکنام از ۱۳۹۹ تا ۱۴۰۱
7. امیرعباس ستایشگر از ۱۴۰۱

## هدف‌ها و منش
- پشتیبانی از گونه‌های موسیقی با تمرکز بر موسیقی اصیل ایرانی و موسیقی بومی ایران
- تلاش برای پویایی و برخورداری موسیقی اصیل ایرانی از دیدگاه‌های نواندیش و تحول‌گرا
- تلاش برای تامین زیرساختارهای لازم در جهت ماندگاری گونه‌های مختلف موسیقی محلی
- حمایت از نسل جوان موسیقی ایرانی (سنتی، نواحی، کلاسیک و دیگر گونه‌های موسیقی روز) که آثار جدی و حرفه‌ای را با برخورداری از شناخت درست و اصولی عرضه می‌نمایند
- بالا بردن سطح ذائقه موسیقایی همگان از راه فعالیت‌های پژوهشی، اجرایی، برنامه‌ریزی و…
- تلاش برای برخورداری عموم مناطق کشور از موسیقی طراز اول با راه‌اندازی شعب استانی و هدایت و حمایت آن‌ها
- ایجاد اتاق فکر برای موسیقی ایرانی و استفاده از صاحب‌نظران موسیقی و انتقال آنها به مراجع فرادستی سیاست‌گذار
- توجه و حمایت بیشتر نسبت به بخش‌های مغفول‌مانده‌ی حوزه‌ی موسیقی
- الگو و نمونه‌سازی با آفرینش آثار موسیقایی برجسته و جدی در عرصه‌ی موسیقی کشور

## وظيفه‌ها
- برنامه‌ریزی و تلاش برای تحقق اهداف کلان انجمن موسیقی ایران
- مدیریت و برگزاری رخدادهای اجرایی موسیقی اعم از برگزاری جشنواره، کنسرت، همایش، کارگاه آموزشی، پژوهش و…
- تأسیس شعب استانی و در صورت لزوم خارج از کشور برای تحقق اهداف انجمن موسیقی در پهنه‌ی ملی و بین‌المللی
- تهیه، تنظیم و تصویب بودجه‌ی سالیانه و تلاش برای جذب بودجه‌ی سالانه از طریق دریافت کمک و یا فعالیت‌های درآمدزا
- تهیه و تنظیم آیین‌نامه‌ی مالی، معاملاتی، اداری، استخدامی و اجرایی انجمن

| اعضای کنونی هیئت امنا |                        |                |
| ردیف                  | نام/نام خانوادگی       | عنوان/سمت      |
| ۱                     | محمد اللهیاری فومنی    | رئیس هیئت امنا |
| ۲                     | داوود گنجه ای          | عضو هیئت امنا  |
| ۳                     | حسن ریاحی              | عضو هیئت امنا  |
| ۴                     | احمد صدری              | عضو هیئت امنا  |
| ۵                     | عبدالحسین مختاباد      | عضو هیئت امنا  |
| ۶                     | سید امین مؤیدی اصفهانی | بازرس          |